# 侯大苟
侯大苟（15世纪—1466年），桂平大藤峡田头村人，家境贫苦，以烧炭、打猎、帮工为生。明朝民变领袖。

## 个人经历
正统七年(1442年)，藤峡叛军领袖蓝受义、覃公崇、侯大苟，以石门为据点举行暴动，初期队伍约5-600人，重创明军。后在广西总兵官柳溥表面亲善，暗中袭击下，蓝受义、覃公崇遇害。之后，侯大苟担当起了带领叛军的任务。正统十一年(1446年)，侯大苟部叛军相继袭击了高、廉、惠、肇诸府。叛军已经发展到了步、骑、水三军，共1万余人的规模。
据统计，1445年至1464年，二十年间，叛军攻进梧州就有8次之多。天顺七年(1463年)，叛军夜袭清远县城，明军弃城而走。次年，再次攻进清远，清远卫守备指挥王瓒弃城逃走。成化元年(1465年)，叛军打到了广东的廉州和高州二府。同年八月，韩雍带领明军，号称16万，围剿叛军。叛军首领杨光志、杨亚名被俘，损失巨大。十二月，明军在罗渌山九层楼附近与叛军展开激战，侯大苟及其7000多人，全部身亡。

## 评价
关于起义军攻下清远，丘浚曾在《两广事宜议》中说：“广州府为两广根本，无广州则无广东，无广东则无广西矣。”